# André Soeperman
Soejadin André Soeperman (Paramaribo, 2 augustus 1929 – 31 december 1977) was een Surinaams politicus.
Na de ulo in Paramaribo volgde hij een opleiding tot telegrafist bij de Koninklijke Nederlandse Marine waarna hij ook op enkele oorlogsschepen als zodanig gewerkt heeft. Terug in Suriname ging hij als telegrafist eerste klas werken bij 's lands telegraaf- en telefoondienst. Rond 1953 werd hij telegrafist op het vliegveld Zanderij.
Eind 1963 was er een kabinetscrisis als gevolg van de Ormet-affaire wat voor de PSV een reden was om uit de coalitie te stappen. De PSV'er Ooft stapte op als minister van Economische zaken en werd vervangen door de KTPI-er R.S. Soemodihardjo. Die trad halverwege 1964 terug waarna August Riboet hem opvolgde. Al spoedig ontstond er een nieuw probleem toen bleek dat Riboet in 1938 veroordeeld was tot een gevangenisstraf van 9 maanden. Hierop werd S.A. Soeperman in december namens de KTPI de nieuwe minister van Economische Zaken. Ook nu weer waren er al snel weer problemen toen er een ernstig meningsverschil ontstond met de directeur van zijn departement waarop de ministerraad een commissie de opdracht gaf om een onderzoek in te stellen naar de gezagsverhoudingen op dat departement. Daarop verbood Soeperman zijn ambtenaren om inlichtingen te verstrekken aan die commissie waarop de ministerraad in maart 1965 het vertrouwen opzegde in Soeperman.
Hierna was hij enige tijd hoofdtechnischambtenaar bij het ministerie van Openbare Werken en Verkeer. Tijdens de verkiezingen van 1973 zat de KTPI in de Nationale Partijkombinatie die die verkiezingen won. In het kabinet onder  leiding van premier Arron zaten twee ministers van de Javaanse KTPI: Soeperman op Sociale Zaken en Willy Soemita op Landbouw, Veeteelt en Visserij. Begin 1977 waren er ernstige verdenkingen dat Soemita steekpenningen had aangenomen en toen het parlement Soemita in staat van beschuldiging stelde traden beide ministers in maart van dat jaar af. Nadat de KTPI weer was teruggekeerd in de coalitie kwam Soeperman begin april terug in zijn oude functie. Soemita die uiteindelijk tot een celstraf veroordeeld zou worden werd vervangen door diens partijgenoot Cornelis Ardjosemito. Na de verkiezingen in 1977 werd op 28 december het nieuwe kabinet beëdigd met Ardjosemito als minister van Sociale Zaken. Enkele dagen later overleed Soeperman op 48-jarige leeftijd.